# Koabgtenga
Koabgtenga, également orthographié Koabgatenga, est une localité située dans le département de Bané de la province du Boulgou dans la région Centre-Est au Burkina Faso.

## Démographie
| 2003  | 2006  | 2012 |
| ----- | ----- | ---- |
| 1 095 | 1 068 | -    |

## Santé et éducation
Le centre de soins le plus proche de Koabgtenga est le centre de santé et de promotion sociale (CSPS) de Bané tandis que le centre médical (CM) le plus proche se trouve Bitou et que le centre hospitalier régional (CHR) est à Tenkodogo.
Le village possède une école primaire publique.